# 今西林三郎

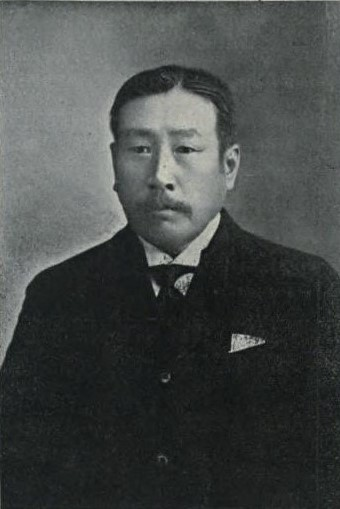
今西林三郎

今西 林三郎（いまにし りんざぶろう / りんさぶろう、1852年2月24日（嘉永5年2月5日）‐ 1924年（大正13年）8月27日） は、明治から大正期の実業家、政治家。衆議院議員、阪神電気鉄道第3代代表取締役。

## 経歴
伊予国宇和郡国遠村（愛媛県北宇和郡国遠村、好藤村 国遠、広見町を経て現鬼北町国遠) で、庄屋・今西権四郎（行孝）の五男（12人兄妹）として生まれた。幼年で父母と死別し、家計が苦しくなり、のちの北宇和郡吉田町で酒屋を営む叔父の婿養子となるが、妻が死去して復籍し、さらなる飛躍を望み1880年（明治13年）大阪に出奔した。その後上京し、働きながら夜間に三菱商業学校速成科で学んだ。
三菱会社で勤務したが1882年（明治15年）大阪で回漕問屋を開業。1883年（明治16年）大阪同盟汽船取扱会社を設立し社長に就任。大阪商船の設立に尽力し1884年（明治17年）創立後、同社回漕部長兼運輸課長となった。1889年（明治22年）に独立して石炭問屋、綿糸貿易業を営んだ。1890年（明治23年）1月、石炭商組合が設立されると取締となり、さらに組合長を務めた。
1891年（明治24年）大阪毛糸会社、伊予物産会社の創立発起人となり、創立後に取締役に就任。1892年（明治25年）山陽鉄道支配人となり1894年（明治27）まで在任。1892年、朝日紡織会社の創立発起人となり、創立後に監査役に就任。1893年（明治26年）大阪三品取引所（のち大阪商品取引所）の創立に参画し、監査役、理事、理事長を歴任。1898年（明治31年）阪神電気鉄道が設立すると取締役に就任し、1907年（明治40年）専務取締役となり、その後社長に就任。その他、大阪港土地取締役社長、明治製煉取締役、和歌山水力電気取締役、松浦炭礦業務執行社員、大阪瓦斯監査役、堺瓦斯監査役、東洋木材防腐監査役、中央セメント監査役、日本フランネル監査役、宇和島銀行監査役などを務めた。
1891年（明治24年）3月、大阪商業会議所（現大阪商工会議所）の議員となり、1897年（明治30年）から1903年（明治36年）まで運輸部長を務めた。その後、副会頭となり、1921年（大正10年）会頭に就任し1923年（大正12年）まで在任した。
政界への進出も目指し、兄・幹一郎の地盤を引き継いで、1898年（明治31年）3月の第5回衆議院議員総選挙（愛媛県第6区、立憲自由党）、同年8月の第6回総選挙（愛媛県第6区、憲政会）に連続して立候補したが、いずれも次点で児島惟謙に敗れた。大阪市会議員を務め、1915年（大正4年）3月、第12回衆議院議員総選挙で愛媛県郡部から立憲同志会所属で出馬して当選し、衆議院議員に1期在任した。1917年（大正6年）4月の第13回総選挙では憲政会所属で出馬したが落選し、その後は立候補しなかった。

## 著作
- 『蚕糸業振興策』［出版者不明］、1914年8月。 NCID BA72224244。
- 『通俗養蚕業のすゝめ』 第1編、小松光雄、1917年3月。 NCID BB13404014。
- 『通俗養蚕業のすゝめ』 第2編、小松光雄、1917年9月。 NCID BB13404014。
- 今西夙川『経済小説 愛国美談』東京堂書店、1920年10月。全国書誌番号:43030682、NDLJP:963014。
- 小松光雄編 編『今西林三郎遺文録』 上、今西与三郎、1925年12月。 NCID BA32901744。全国書誌番号:43041301、NDLJP:1210168。
- 小松光雄編 編『今西林三郎遺文録』 中、今西与三郎、1925年12月。 NCID BA32901744。全国書誌番号:43041301、NDLJP:1210171。
- 小松光雄編 編『今西林三郎遺文録』 下、今西与三郎、1925年12月。 NCID BA32901744。全国書誌番号:43041301、NDLJP:1210177。
- 「今西林三郎自叙伝」『鉄道家伝 4』野田正穂・原田勝正・青木栄一監修、日本経済評論社〈明治期鉄道史資料 第1期 第2集（地方鉄道史） 第8巻〉、1981年。 NCID BN04541813。

## 親族
- 兄 今西幹一郎（実業家、衆議院議員）[1]
- 養子 今西与三郎（石井庄七6男、阪神電気鉄道社長）[7]